# Іркліївська волость
Іркліївська волость — адміністративно-територіальна одиниця Золотоніського повіту Полтавської губернії з центром у містечку Іркліїв.
Станом на 1885 рік — складалася з 11 поселень, 22 сільських громад. Населення — 10172 особи (5171 чоловічої статі та 5001 — жіночої), 1751 дворових господарств.
|                     | Площа, десятин | У тому числі орної, дес. |
| ------------------- | -------------- | ------------------------ |
| Сільських громад    | 8506           | 6995                     |
| Приватної власності | 9814           | 6458                     |
| Іншої власності     | 97             | 82                       |
| Загалом             | 18417          | 13535                    |

Найбільші поселення волості станом на 1885:
- Іркліїв  — колишнє державне та власницьке містечко при річці Іркліїв за 27 верст від повітового міста, 1548 осіб, 272 двори, 4 православні церкви, школа, поштова станція, 8 постоялих будинків, 10 лавок, 12 вітряних млинів, 4 ярмарки на рік: 17 березня, 9 травня, 15 серпня та 8 листопада.
- Загородище — колишнє державне та власницьке село при річці Іркліїв, 756 осіб, 154 двори, православна церква, 6 вітряних млинів.
- Лихоліти — колишнє державне село, 1133 осіб, 222 двори при річці Іркліїв, постоялих будинок, 2 постоялих будинки, 13 вітряних млинів.
- Ревбинці — колишнє державне село, 1911 осіб, 318 дворів, православна церква, 2 постоялих будинки, лавка, 32 вітряних млини, 2 маслобійних заводи.
- Скородистик — колишнє державне та власницьке село при річці Іркліїв, 2087 осіб, 367 дворів, православна церква, постоялий будинок, 2 водяних і 14 вітряних млинів.
- Старий Коврай — колишнє державне та власницьке село при річці Коврай, 838 осіб, 159 дворів, постоялий будинок, 6 вітряних млинів.